# Abiod
Der Oued Abiod (Zentralatlas-Tamazight ⵉⵖⵣⵉⵔ ⴰⵎⴻⵍⵍⴰⵍ) ist ein ca. 150 km langer Fluss in der Provinz Batna im südlichen Aurès-Gebirge im Nordosten Algeriens.

## Verlauf
Der Oued Abiod entspringt am 2328 m hohen Djebel Chélia, dem höchsten Berg Algeriens, in etwa 2000 m Höhe (abhängig von Regenfällen). Von dort fließt er in südlicher Richtung und passiert die Stadt Arris; im weiteren Verlauf wendet er sich nach Südwesten und passiert beim nahezu verlassenen Berberort Ghoufi eine eindrucksvolle Schlucht (gorge). Schließlich versickert er bei der Ortschaft Tolga im Wüstensand der Sahara.

## Landschaft
- Die etwa 300 m tiefe Schlucht des Abiod bei Ghoufi ist eines der spektakulärsten und beliebtesten Ausflugsziele Algeriens.
- Auf den zum Teil felsigen Ufern des Flusses wachsen an manchen Stellen Dattelpalmen, Granatäpfel und Mandelbäume.